# خانه محمدیه
خانه محمدیه مربوط به اواخر دوره قاجار است و در سمنان، خیابان آیت الله طالقانی واقع شده و این اثر در تاریخ ۱۲ آذر ۱۳۷۵ با شمارهٔ ثبت ۱۷۸۶ به‌عنوان یکی از آثار ملی ایران به ثبت رسیده است.